# همفري رادج
همفري رادج (بالهولندية: Humphrey Rudge)‏ هو لاعب كرة قدم هولندي في مركز الدفاع، ولد في 15 أغسطس 1977 في Geleen ‏ في هولندا. لعب مع آر كي سي فالفيك وأبولون ليماسول ورودا كيركراده وسبارتا روتردام وفي في في فينلو ونادي هيبرنيان.

## وصلات خارجية
- همفري رادج على موقع قاعدة بيانات كرة القدم.إي يو (الإنجليزية)
- همفري رادج على موقع Soccerway.com (الإنجليزية)